# Фонолит
Фонолит је интермедијарна магматска стена, кенотипни (млађи) изливни еквивалент алкалног сијенита. Представља прелаз према базичним магматским стенама. Настаје кристализацијом лава интермедијарног до базичног састава, на површи Земље.
Минерали који изграђују фонолит су:
- алкални фелдспат: санидин,
- фелдспатоид: нефелин,
- бојени минерал: алкални амфибол или пироксен.

Уколико стена фонолит уместо минерала нефелина садржи минерал леуцит, тада се она назива леуцитфонолит, а ако садржи и нефелин и леуцит, тада се она назива леуцитофир.
Структура фонолита је порфирска, док је његова текстура масивна.